# Nibøl
Nibøl (dansk), Niebüll (tysk) eller Naibel (nordfrisisk) er en by i det nordlige Tyskland, beliggende i Nordfrisland i delstaten Slesvig-Holsten. Byen har knap 10.000 indbyggere og er den tredjestørste by i Kreis Nordfriesland. Byens historie går tilbage til 1436.
Fra Nibøl kører biltoget (DB AutoZug GmbH) til øen Sild og byen Westerland.

## Geografi
Byen ligger ca. 14 km syd for den danske grænse. Den er omgivet af marskland og ligger på en gestø. Kommunen omfatter Nibøl og Dedsbøl (tysk Deezbüll, nordfrisisk Deesbel) samt Gade (ty Gath, nf Gåås), Langstoft (nf Lungstuft), Sønderende (Süderende), Teglvang (ty Tegelwang) og Ullebøl (ty Uhlebüll, nf Ülbel). Den nuværende kommune er på 30,63 km².

## Historie
I 1300-tallet fandtes der to sogne i området: Dedsbøl og Langsumtoft. Begge hørte til Bøking Herred og dermed til de nord-frisiske Udlande. Kirken i Dedsbøl er en af de ældste i Nordfrisland. I 1344 skal Valdemar Atterdag og hertug Valdemar af Sønderjylland have vundet over friserne i et slag, hvorefter Bøking Herred underskrev en traktat om underkastelse dateret "Langsumtoft, Søndagen før Skt. Laurentius' Dag 1344". Under den store stormflod i 1362 (store manddrukning) blev Langsumtoft næsten komplet ødelagt. Byen blev endeligt forladt omkring 1400. Beboerne bosatte sig omkring den nuværende Nibøl Kirke. I 1426 blev den nye by i Slesvigbiskoppens matrikulering (Liber censualis episcopi Slesvicensis) første gang nævnt som Nubul.
I 1729 blev Kristkirken opført. Kirken afløste en romansk kirke, der blev revet ned pga. forfald. Det fritstående klokketårn kom til i 1800-tallet. Kirkens interiør udmærker sig bl.a. ved en granitdøbefont fra før 1200 og en korsfæstelsesgruppe fra omkring 1480 fra den tidligere kirke.
I 1864 blev byen beskrevet således: "Nybøl store Kirkeby, deelt i Nørre- og Sønder-Nybøl, med Kirke, 2 Præstegaarde, 2 Hovedskoler og 1 Elementarskole, 4 Kroer, 1 Vindmølle, 1 Fattigarbeidsanstalt, Sæde for Physicus for Bøking Herred, flere Handlende, aarlige Markeder i Januar og Juni".
Før 1864 var Nibøl dansk, derefter blev den prøjsisk og i 1871 tysk. Med etableringen af marskbanen i 1887 fik byen et økonomisk opsving og skiftede efterhånden karakter fra landsby til handelsby. I 1920 forblev byen tysk efter folkeafstemningen og den blev kredsby i den nyoprettede kreds Sydtønder (Südtondern). I 1950 blev nabobyen Dedsbøl indlemmet, og i 1960 fik byen købmandsrettigheder. Med sammenslutningen af kredsene Sydtønder, Husum og Ejdersted til den nye Kreds Nordfrisland ti år senere mistede byen sin status som kredsby.
Byen har knap 10.000 indbyggere og har en central funktion i det nordlige Nordfrisland. Arkitektonisk er byen præget af frisiske huse. Der findes også en større museum for moderne kunst (Haizmann-Museum) og et nordfrisisk hjemstavnsmuseum i en smuk frisergård. Der er både et frisisk og dansk mindretal i byen.

## Politik
Ved seneste kommunalvalg i maj 2023 vandt byens CDU 30,2 % af stemmerne og 9 mandater i Nibøls byråd (Stadtvertretung), SSW 21,8 % og 6 mandater, SPD 19,1 % og 5 mandater, De Grønne 18,1 % og 5 mandater og borgerlisten WIN 10,1 % og 3 mandater. 

## Uddannelse
I Nibøl findes et gymnasium (Friedrich-Paulsen-Schule) med cirka 1.200 elever, en tysk (Regionalschule) og en dansk folkeskole (Nibøl danske Skole) og en handelsskole.

## Galleri
- Haizmann-Museum
- Frisermuseet i en Frisergård i Dedsbøl
- Nibøl Kristkirke (Niebüll Christuskirche)
- Tosproget byskilt (tysk/nordfrisisk)
- Tosproget baneskilt (tysk/nordfrisisk)
- Byen Nibøl ligger på en gest-ø, omgivet af marskland